# Unione Sportiva Pistoiese 1921 2014-2015
Questa voce raccoglie le informazioni riguardanti l'Unione Sportiva Pistoiese 1921 nelle competizioni ufficiali della stagione 2014-2015.

## Divise e sponsor
Il fornitore tecnico per la stagione 2014-2015 è Legea, mentre lo sponsor ufficiale è, come nella scorsa stagione, Vannucci Piante.
| Casa | Trasferta |

## Rosa
| N. |                    | Ruolo | Calciatore              |
| -- | ------------------ | ----- | ----------------------- |
|    | Italia (bandiera)  | P     | Edoardo Pazzagli        |
|    | Italia (bandiera)  | P     | Matteo Ricci            |
|    | Polonia (bandiera) | P     | Michał Olczak           |
|    | Italia (bandiera)  | P     | Luca Molinaro           |
|    | Italia (bandiera)  | D     | Paolo Frascatore        |
|    | Italia (bandiera)  | D     | Nicola Pasini           |
|    | Italia (bandiera)  | D     | Luca Ricci              |
|    | Serbia (bandiera)  | D     | Petar Golubović         |
|    | Italia (bandiera)  | D     | Vito Di Bari (capitano) |
|    | Italia (bandiera)  | D     | Nicola Falasco          |
|    | Italia (bandiera)  | D     | Luca Piana              |
|    | Italia (bandiera)  | D     | Daniele Celiento        |
|    | Italia (bandiera)  | C     | Simone Calvano          |
|    | Italia (bandiera)  | C     | Amato Ciciretti         |

| N. |                           | Ruolo | Calciatore           |
| -- | ------------------------- | ----- | -------------------- |
|    | Italia (bandiera)         | C     | Gabriele Pacciardi   |
|    | Italia (bandiera)         | C     | Francesco Vassallo   |
|    | Croazia (bandiera)        | C     | Tomislav Šarić       |
|    | Italia (bandiera)         | C     | Matteo Ricci         |
|    | Italia (bandiera)         | A     | Domenico Mungo       |
|    | Italia (bandiera)         | A     | Marcello Falzerano   |
|    | Italia (bandiera)         | A     | Valerio Anastasi     |
|    | Italia (bandiera)         | A     | Riccardo Martignago  |
|    | Costa d'Avorio (bandiera) | A     | Souleymane Coulibaly |
|    | Italia (bandiera)         | A     | Alessandro Romeo     |
|    | Italia (bandiera)         | A     | Diego Frugoli        |
|    | Italia (bandiera)         | A     | Pietro Tripoli       |
|    | Italia (bandiera)         | A     | Giammario Piscitella |

## Calciomercato

### Sessione estiva(dal 01/07 al 01/09)
| Acquisti | Acquisti             | Acquisti  | Acquisti   |
| R.       | Nome                 | da        | Modalità   |
| -------- | -------------------- | --------- | ---------- |
| P        | Luca Molinaro        | Genoa     | prestito   |
| P        | Edoardo Pazzagli     | Milan     | definitivo |
| D        | Samuele Bicchi       | Prato     | definitivo |
| D        | Daniele Celiento     | Napoli    | prestito   |
| D        | Vito Di Bari         | Venezia   | definitivo |
| D        | Nicola Falasco       | Brescia   | prestito   |
| D        | Paolo Frascatore     | Roma      | prestito   |
| D        | Petar Golubović      | Roma      | prestito   |
| D        | Luca Piana           | Sampdoria | prestito   |
| D        | Nicola Pasini        | Genoa     | prestito   |
| C        | Simone Calvano       | Verona    | prestito   |
| C        | Amato Ciciretti      | Roma      | prestito   |
| C        | Tomislav Šarić       | Parma     | prestito   |
| C        | Francesco Vassallo   | Palermo   | definitivo |
| A        | Souleymane Coulibaly | Bari      | prestito   |
| A        | Marcello Falzerano   | Gubbio    | definitivo |
| A        | Diego Frugoli        | Empoli    | prestito   |
| A        | Domenico Mungo       | Parma     | prestito   |
| A        | Giammario Piscitella | Roma      | prestito   |
| A        | Alessandro Romeo     | Trapani   | definitivo |
| A        | Pietro Tripoli       | Parma     | prestito   |

| Cessioni | Cessioni             | Cessioni       | Cessioni      |
| R.       | Nome                 | a              | Modalità      |
| -------- | -------------------- | -------------- | ------------- |
| P        | Nicola Sambo         | Chievo         | fine prestito |
| D        | Francesco Belli      | Virtus Entella | definitivo    |
| D        | Lorenzo Collacchioni | Porta Romana   | svincolato    |
| D        | Niccolò Galasso      | Modena         | fine prestito |
| D        | Lorenzo Giovanelli   | Siena          | definitivo    |
| D        | Ivo Molnar           | Castiglione    | definitivo    |
| D        | Gianluca Nocentini   | Siena          | definitivo    |
| D        | Fabio Varricchio     | Siena          | definitivo    |
| C        | Angelo Buglio        | Viareggio      | svincolato    |
| C        | Lorenzo Cecchi       | Cuneo          | definitivo    |
| C        | Alessandro Gambadori | Arezzo         | definitivo    |
| C        | Mattia Innocenti     |                | svincolato    |
| C        | Toledo Machado       | Arezzo         | prestito      |
| C        | Maurizio Peluso      | Marano         | definitivo    |
| C        | Mickael Varutti      | Siena          | definitivo    |
| A        | Carlo Bigoni         | Real Vicenza   | definitivo    |
| A        | Marco De Angelis     | Terracina      | definitivo    |
| A        | Giulio Giordani      | Savoia         | definitivo    |
| A        | Matteo Saccà         |                | svincolato    |

### Sessione invernale(dal 5/1 al 2/2)
| Acquisti | Acquisti            | Acquisti  | Acquisti   |
| R.       | Nome                | da        | Modalità   |
| -------- | ------------------- | --------- | ---------- |
| P        | Matteo Ricci        | Empoli    | prestito   |
| D        | Luca Ricci          | Catanzaro | prestito   |
| C        | Gabriele Pacciardi  | Catanzaro | definitivo |
| C        | Matteo Ricci        | Roma      | prestito   |
| A        | Valerio Anastasi    | Chievo    | prestito   |
| A        | Riccardo Martignago | Catanzaro | prestito   |

| Cessioni | Cessioni         | Cessioni      | Cessioni      |
| R.       | Nome             | a             | Modalità      |
| -------- | ---------------- | ------------- | ------------- |
| P        | Edoardo Pazzagli | Lucchese      | definitivo    |
| D        | Samuele Bicchi   | Sangiovannese | prestito      |
| D        | Nicola Pasini    | Genoa         | fine prestito |
| C        | Amato Ciciretti  | Roma          | fine prestito |
| C        | Tomislav Šarić   | Parma         | fine prestito |
| A        | Diego Frugoli    | Empoli        | fine prestito |
| A        | Pietro Tripoli   | Parma         | fine prestito |

## Risultati

### Lega Pro

#### Girone d'andata
| Arbitro: | Morreale (Roma 1) |

|  |           |           |
|  | Marcatori | 77’ Perez |

| Arbitro: | Piscopo (Imperia) |

|                               |           |                                        |
| Merini 37’, 76’ Belcastro 60’ | Marcatori | 18’ Mungo 69’ Tripoli 90+5’ Frascatore |

| Arbitro: | Fourneau (Roma 1) |

|           |           |  |
| Romeo 89’ | Marcatori |  |

| Arbitro: | Tardino (Milano) |

|             |           |  |
| Palumbo 78’ | Marcatori |  |

| Arbitro: | De Angeli (Abbiategrasso) |

|            |           |             |
| Morero 71’ | Marcatori | 48’ Di Bari |

| Arbitro: | Mei (Pesaro) |

|                                    |           |                    |
| Falzerano 8’ Romeo 33’ Calvano 70’ | Marcatori | 6’ Deiola 84’ Gioè |

| Arbitro: | Amabile (Vicenza) |

|              |           |  |
| Melandri 44’ | Marcatori |  |

| Arbitro: | Pietropaolo (Modena) |

|                              |           |               |
| Tripoli 66’ (rig.) Romeo 77’ | Marcatori | 43’ La Mantia |

| Ancona 19 ottobre 2014, ore 11:00 CEST 9ª giornata | Ancona             | 0 – 0 | Pistoiese | Stadio Del Conero (1 673 spett.)\| Arbitro: \| Zanonato (Vicenza) \| |
| Arbitro:                                           | Zanonato (Vicenza) |       |           |                                                                      |

| Arbitro: | Rasia (Bassano del Grappa) |

|                                                              |           |                       |
| Coulibaly 56’ Tripoli 66’ Speranza 82’ (aut.) Piscitella 89’ | Marcatori | 37’ (rig.) Donnarumma |

| Arbitro: | Balice (Termoli) |

|                                         |           |  |
| Radoi 25’ Guidone 31’ Evangelisti 90+2’ | Marcatori |  |

| Arbitro: | Lanza (Nichelino) |

|                         |           |             |
| Romeo 19’ Falzerano 37’ | Marcatori | 77’ Bocalon |

| Arbitro: | Mainardi (Bergamo) |

|              |           |                       |
| Lo Sicco 20’ | Marcatori | 36’ Romeo 90+2’ Mungo |

| Arbitro: | Colarossi (Roma 2) |

|                  |           |            |
| Piscitella 45+1’ | Marcatori | 26’ Grassi |

| Arbitro: | Piccinini (Forlì) |

|                               |           |  |
| Sandomenico 3’ Ceccarelli 87’ | Marcatori |  |

| Arbitro: | Di Martino (Teramo) |

|                             |           |  |
| Vassallo 26’ Piscitella 51’ | Marcatori |  |

| Arbitro: | Strippoli (Bari) |

|            |           |              |
| Loviso 76’ | Marcatori | 55’ Vassallo |

| Arbitro: | Illuzzi (Molfetta) |

|                |           |                                                                          |
| Piscitella 80’ | Marcatori | 22’ Togni 25’ (rig.) Fioretti 50’ Gentile 71’ Di Quinzio 90+1’ Germinale |

| Arbitro: | Catona (Reggio Calabria) |

|                            |           |  |
| Antonelli 14’ Scappini 23’ | Marcatori |  |

#### Girone di ritorno
| Arbitro: | Melidoni (Frattamaggiore) |

|                                                                  |           |                                          |
| Mustacchio 13’ Carpani 19’, 25’ Berrettoni 31’, 58’ Altinier 51’ | Marcatori | 42’ Piscitella 81’ Pasini 90+1’ Anastasi |

| Arbitro: | Proietti (Terni) |

|              |           |                |
| Anastasi 47’ | Marcatori | 90+1’ Gorzegno |

| Arbitro: | Marini (Roma 1) |

|                              |           |  |
| Matteassi 70’ Speziale 90+5’ | Marcatori |  |

| Arbitro: | Rapuano (Rimini) |

|  |           |                                                     |
|  | Marcatori | 28’ Giannone 39’ Mignanelli 56’ Maltese 60’ Ruopolo |

| Arbitro: | Caso (Verona) |

|  |           |                            |
|  | Marcatori | 26’ Torromino 90+4’ Fofana |

| Arbitro: | Di Martino (Teramo) |

|  |           |                                   |
|  | Marcatori | 50’ (aut.) Colombini 66’ Vassallo |

| Arbitro: | Martinelli (Roma 2) |

|                            |           |             |
| Falzerano 44’ Anastasi 55’ | Marcatori | 22’ Docente |

| Arbitro: | Capilungo (Lecce) |

|             |           |  |
| Musetti 42’ | Marcatori |  |

| Arbitro: | Pillitteri (Palermo) |

|                    |           |           |
| Di Bari 26’ (rig.) | Marcatori | 63’ Lisai |

| Arbitro: | Panarese (Lecce) |

|                           |           |  |
| Lapadula 18’ Speranza 55’ | Marcatori |  |

| Pistoiese 15 aprile 2015, ore 15:00 CEST 30ª giornata | Pistoiese          | 0 – 0 | Santarcangelo | Stadio Marcello Melani (940 spett.)\| Arbitro: \| Mainardi (Bergamo) \| |
| Arbitro:                                              | Mainardi (Bergamo) |       |               |                                                                         |

| Arbitro: | Rossi (Rovigo) |

|                          |           |             |
| Fanucchi 67’ Bocalon 77’ | Marcatori | 34’ Calvano |

| Arbitro: | Marinelli (Tivoli) |

|  |           |                           |
|  | Marcatori | 33’ Degeri 45+2’ Ferretti |

| Arbitro: | Strippoli (Bari) |

|              |           |           |
| De Cenco 11’ | Marcatori | 33’ Ricci |

| Arbitro: | Piscopo (Imperia) |

|                                    |           |             |
| Piscitella 9’ Falzerano 75’, 90+3’ | Marcatori | 33’ Pacilli |

| Arbitro: | Cifelli (Campobasso) |

|                                                           |           |                         |
| Mandorlini 34’ Floriano 62’ Arrighini 80’ Ricciardi 90+2’ | Marcatori | 21’ Mungo 84’ Coulibaly |

| Arbitro: | Formato (Benevento) |

|                             |           |                       |
| Mungo 25’, 47’ Anastasi 75’ | Marcatori | 14’ Guerri 42’ D'Anna |

| Arbitro: | Paolini (Ascoli Piceno) |

|            |           |           |
| Zigoni 22’ | Marcatori | 70’ Romeo |

| Arbitro: | Martinelli (Roma 2) |

|                                          |           |                       |
| Piscitella 34’ (rig.) Di Bari 50’ (rig.) | Marcatori | 25’ Sanna 27’ Eguelfi |

### Coppa Italia Lega Pro

#### Fase eliminatoria a gironi
| Squadra   | P.ti | G | V | N | P | GF | GS | DR |
| --------- | ---- | - | - | - | - | -- | -- | -- |
| Pistoiese | 2    | 2 | 0 | 2 | 0 | 1  | 1  | 0  |
| Lucchese  | 2    | 2 | 0 | 2 | 0 | 1  | 1  | 0  |
| Carrarese | 2    | 2 | 0 | 2 | 0 | 0  | 0  | 0  |

| Pistoia 14 agosto 2014, ore 18:00 CEST Girone E - 2ª giornata | Pistoiese        | 0 – 0 | Carrarese | Stadio Marcello Melani\| Arbitro: \| Rapuano (Rimini) \| |
| Arbitro:                                                      | Rapuano (Rimini) |       |           |                                                          |

| Arbitro: | Pagliardini (Arezzo) |

|             |           |             |
| Lo Sicco 3’ | Marcatori | 37’ Di Bari |

#### Fase ad eliminazione diretta
| Arbitro: | Baldicchi (Città di Castello) |

|                                           |                      |                                               |
| Ogunseye 43’                              | Marcatori            | 88’ Coulibaly                                 |
| Rubino Bandini Dametto Gabbianelli Fofana | Tiri di rigore 4 – 3 | Mungo Frascatore Coulibaly Piscitella Di Bari |

## Statistiche

### Statistiche di squadra
| Competizione          | Punti | In casa | In casa | In casa | In casa | In casa | In casa | In trasferta | In trasferta | In trasferta | In trasferta | In trasferta | In trasferta | Totale | Totale | Totale | Totale | Totale | Totale | D.R |
| Competizione          | Punti | G       | V       | N       | P       | Gf      | Gs      | G            | V            | N            | P            | Gf           | Gs           | G      | V      | N      | P      | Gf     | Gs     | D.R |
| --------------------- | ----- | ------- | ------- | ------- | ------- | ------- | ------- | ------------ | ------------ | ------------ | ------------ | ------------ | ------------ | ------ | ------ | ------ | ------ | ------ | ------ | --- |
| Campionato            | 44    | 19      | 9       | 5       | 5       | 28      | 28      | 19           | 2            | 6            | 11           | 17           | 34           | 38     | 11     | 11     | 16     | 45     | 62     | -17 |
| Coppa Italia Lega Pro | 2     | 1       | 0       | 1       | 0       | 0       | 0       | 2            | 0            | 2            | 0            | 2            | 2            | 3      | 0      | 3      | 0      | 2      | 2      | 0   |
| Totale                | 46    | 20      | 9       | 6       | 5       | 28      | 28      | 21           | 2            | 8            | 11           | 19           | 36           | 41     | 11     | 14     | 16     | 47     | 64     | -17 |

### Andamento in campionato
| Giornata  | 1  | 2  | 3 | 4  | 5  | 6  | 7  | 8  | 9  | 10 | 11 | 12 | 13 | 14 | 15 | 16 | 17 | 18 | 19 | 20 | 21 | 22 | 23 | 24 | 25 | 26 | 27 | 28 | 29 | 30 | 31 | 32 | 33 | 34 | 35 | 36 | 37 | 38 |
| --------- | -- | -- | - | -- | -- | -- | -- | -- | -- | -- | -- | -- | -- | -- | -- | -- | -- | -- | -- | -- | -- | -- | -- | -- | -- | -- | -- | -- | -- | -- | -- | -- | -- | -- | -- | -- | -- | -- |
| Luogo     | C  | T  | C | T  | T  | C  | T  | C  | T  | C  | T  | C  | T  | C  | T  | C  | T  | C  | T  | T  | C  | T  | C  | C  | T  | C  | T  | C  | T  | C  | T  | C  | T  | C  | T  | C  | T  | C  |
| Risultato | P  | N  | V | P  | N  | V  | P  | V  | N  | V  | P  | V  | V  | N  | P  | V  | N  | P  | P  | P  | N  | P  | P  | P  | V  | V  | P  | N  | P  | N  | P  | P  | N  | V  | P  | V  | N  | N  |
| Posizione | 16 | 12 | 9 | 12 | 15 | 10 | 14 | 10 | 11 | 7  | 9  | 6  | 4  | 4  | 8  | 7  | 7  | 8  | 8  | 8  | 12 | 11 | 14 | 15 | 13 | 10 | 13 | 17 | 14 | 15 | 16 | 18 | 17 | 15 | 17 | 12 | 13 | 15 |

Legenda:

Luogo: C = Casa; T = Trasferta. Risultato: V = Vittoria; N = Pareggio; P = Sconfitta.